# Boonie Bears y el gran secreto
Boonie Bears y el gran secreto es una película de animación china estrenada en el año 2016 y dirigida por Ding Liang y Lin Yonchang. Es la segunda película basada en la serie animada Boonie Bears. Fue estrenada en China el 16 de enero de 2016. La cinta fue un éxito de taquilla, logrando cosechar cerca de 300 millones de yuanes en su país de origen y logrando ser exhibida en teatros de todo el mundo.

## Sinopsis
Briar es un oso que no está satisfecho con su vida, por lo que toma la repentina decisión de unirse al circo, dirigido por Hugo el Gorila. Allí, Briar entabla relaciones con sus nuevos amigos, logrando que la felicidad reine nuevamente en su vida. Sin embargo, su familia está muy preocupada, pues no saben el paradero de Briar. Bramble, su hermano, lo descubre una noche en una presentación del circo. Ahora Briar debe decidir si abandonar su nueva y agradable vida o regresar con su amada familia y viejos amigos.

## Reparto de voces
- Zhang Wei[1]
- Zhang Bingjun[1]
- Tan Xiao[1]